# Creal Springs
Creal Springs es una ciudad ubicada en el condado de Williamson en el estado estadounidense de Illinois. En el Censo de 2010 tenía una población de 543 habitantes y una densidad poblacional de 210,07 personas por km².

## Geografía
Creal Springs se encuentra ubicada en las coordenadas 37°37′11″N 88°50′15″O / 37.61972, -88.83750. Según la Oficina del Censo de los Estados Unidos, Creal Springs tiene una superficie total de 2.58 km², de la cual 2.57 km² corresponden a tierra firme y (0.6%) 0.02 km² es agua.

## Demografía
Según el censo de 2010, había 543 personas residiendo en Creal Springs. La densidad de población era de 210,07 hab./km². De los 543 habitantes, Creal Springs estaba compuesto por el 95.03% blancos, el 0.55% eran afroamericanos, el 0.18% eran amerindios, el 0.18% eran asiáticos, el 0% eran isleños del Pacífico, el 0.55% eran de otras razas y el 3.5% pertenecían a dos o más razas. Del total de la población el 1.66% eran hispanos o latinos de cualquier raza.